# Rivière des Iroquois (vattendrag i Kanada, lat 45,36, long -73,27)
Rivière des Iroquois är ett vattendrag i Kanada.   Det ligger i provinsen Québec, i den sydöstra delen av landet, 190 km öster om huvudstaden Ottawa.
Omgivningarna runt Rivière des Iroquois är en mosaik av jordbruksmark och naturlig växtlighet. Runt Rivière des Iroquois är det ganska tätbefolkat, med 124 invånare per kvadratkilometer.